# Мікк Міківер
Мікк Міківер (ест. Mikk Mikiver; *4 вересня 1937, Таллінн. — †9 січня 2006, Визу, Ляане-Вирумаа) — естонський кіноактор та театральний режисер, драматург. Народний артист СРСР (1990). Старший брат актора Тину Міківера.

## Життєпис
Закінчив театральний факультет Талліннської консерваторії (1961). Після цього почав багато зніматися в естонському кіно і швидко заслужив славу провідного драматичного актора. Роботу в кіно він поєднував із плідною діяльністю в театрі, став режисером Естонського драматичного театру та Естонського молодіжного театру.
Крім естонського кіно, Міківер знімався у Росії, Польщі, Швеції, Норвегії, Литві, Фінляндії.
Один з драматичних творів Міківера поставлено у Литві відомим режисером Ґітісом Падеґімасом (Gytis Padegimas).
У 1990—1992 роках обирався до парламенту Естонії. У 1989—2006 — постійний член Естонського олімпійського комітету.
У 1998 став кавалером Ордену Білої Зірки 4 ступеня — високої державної нагороди Естонії.

## Фільмографія
- 1960 — У дощ і сонце (ест. Vihmas ja päikeses) — Віктор (Естонія);
- 1964 — Новий лукавий із пекла (ест. Põrgupõhja uus Vanapagan) — молодий Антс (Естонія);
- 1967 — Фізики — Ейнштейн;
- 1970 — Заблукалі (ест. Valge laev) — Матті (Естонія);
- 1970 — Між трьома леготами (ест. Kolme katku vahel) — епізод (Естонія);
- 1971 — Берег вітрів (ест. Tuuline rand) — Саар (Естонія);
- 1971 — Вільні як птахи (ест. Lindpriid) — Маур (Естонія);
- 1972 — Кривавий камінь (ест. Verekivi) — Шредер (Естонія);
- 1974 — Червона скрипка (ест. Punane viiul);
- 1975 — Діаманти для диктатури пролетаріату (ест. Briljandid proletariaadi diktatuurile) — Артур Неуманн, голова політичної розвідки Естонії (Естонія);
- 1977 — Скорпіон (ест. Reigi opetaja) — Пауль (Естонія);
- 1977 — Ціну смерті запитай у мертвих (англ. Ask the Dead About the Price of Death; ест. Surma hinda küsi surnutelt) — міністр (Естонія);
- 1978 — Браконьєр (ест. Salakutt);
- 1978 — Ворожіння на ромашці (ест. Karikakramäng) — Вамбола (Естонія);
- 1979 — Готель «Біля загиблого альпініста» (рос. Отель «У погибшего альпиниста»; ест. "Hukkunud Alpinisti" hotell) — Гінкус (Естонія);
- 1979 — Соло (ест. Soolo; — Аат (Естонія);
- 1981 — Суворе море (ест. Karge meri) — Сіймен Тара (Естонія);
- 1984 — Хто дужчий від нього — жрець (СРСР);
- 1984 — ТАРС уповноважений заявити... — Дональд Гі, американський екс-журналіст (СРСР);
- 1985 — Документ Р — Ентоні Пірс (СРСР);
- 1986 — Фламінго приносить щастя — директор (СРСР);
- 1987 — Дон Жуан (фільм-вистава) — Командор;
- 1987 — Закляття долини змій (пол. Klątwa Doliny Węży — директор (Польща, СРСР);
- 1987 — Кінець Вічності — Ярроу (СРСР);
- 1988 — 13-й апостол (рос. 13-й апостол) — член експедиції
- 1988 — Русалочі мілини (ест. Näkimadalad) — барон фон Унгерн-Штернберг (Естонія);
- 1989 — Вхід до лабіринту — Парацельс (СРСР);
- 1990 — Друзі, приятелі (фін. Ystävät, toverit; — головна роль Арно (Фінляндія, Швеція);
- 1991 — Танок смерті (ест. Surmatants) — Герман Роде (Естонія);
- 1991 — Вулиця миру (ест. Rahu tanav) — Вернер (Естонія);
- 1995 — Гімназисти Вікмана (ест. Wikmani poisid) — головна роль Йоган Вікман (Естонія);
- 1996 — Листи зі сходу (англ. Letters from the East) — Ганс (Англія, Естонія);
- 1996 — Правда Сергія (фін. Sergein totuus) — Сергій Малєв (Фінляндія);
- 1997 — Палке кохання (ест. Palava rakkaus) — Бернгард Рійвес (Фінляндія, Естонія).